# He Dan Jia
He Dan Jia (河亶甲) (siglo XV a. C.) fue un rey de China de la dinastía Shang.
En las Memorias históricas, Sima Qian le coloca en el puesto duodécimo de la lista de reyes Shang, sucediendo a su padre, Wai Ren. Fue entronizado el año de Gengshen (chino:庚申), con Ao (隞) como su capital. En el primer año de reinado, trasladó la capital a Xiang (相). Gobernó durante 9 años, antes de su muerte. Le fue dado el nombre póstumo de He Dan Jia, y fue sucedido por su hijo, Zu Yi.
Inscripciones sobre huesos oraculares desenterrados en Yinxu dan datos alternativos. Sería el undécimo rey del listado de reyes Shang con el nombre póstumo de Jian Jia (戔甲), y su sucesor sería su hermano Zu Yi.